# Herbert Faust
Herbert Faust (* 18. Juli 1927 in Ahlen; † 20. September 2023) war ein deutscher Politiker und ehemaliger Landtagsabgeordneter (CDU).

## Leben und Beruf
Nach dem Besuch der Volksschule beantragte Faust am 11. Februar 1944 die Aufnahme in die NSDAP und wurde zum 20. April desselben Jahres aufgenommen (Mitgliedsnummer 9.791.294). Er machte eine Lehre als Schornsteinfeger und legte 1945 die Gesellenprüfung sowie 1950 die Meisterprüfung ab. Seit 1960 war Faust selbstständiger Bezirksschornsteinfegermeister.
Der CDU gehörte Faust seit 1949 an. Er war in zahlreichen Parteigremien vertreten. Außerdem war er Mitglied der Kolpingsfamilie. Zeitweise gehörte er der Vollversammlung der Handwerkskammer Münster an. In der Zeit von 1969 bis 1984 war er Bürgermeister der Stadt Ahlen.
Er verstarb am 20. September 2023.

## Abgeordneter
Vom 26. Juli 1970 bis zum 29. Mai 1985 war Faust Mitglied des Landtags des Landes Nordrhein-Westfalen. Er wurde jeweils in den Wahlkreisen 087 Beckum I bzw. 101 Warendorf II direkt gewählt. Von 1959 bis 1969 war er Mitglied des Kreistages des Kreises Beckum. Dem Rat der Stadt Ahlen gehörte er seit 1952 an. Von 1969 bis 1984 war er Bürgermeister seiner Heimatstadt, die ihn im Jahre 2003 zum Ehrenbürger ernannte.

## Ehrungen
Faust wurde am 25. November 1993 mit dem Verdienstorden des Landes Nordrhein-Westfalen ausgezeichnet.

## Biografie
- Iris C. Krönauer: Herbert Faust – Erinnerungen eines Ahlener Zeitzeugen, Anno-Verlag, Ahlen 2020.